# Melitta Schachner Camartin
Melitta Schachner Camartin (* 4. April 1943 in Brünn) ist eine deutsche Neurowissenschaftlerin.
Schachner ist Emerita für Neurobiologie am Zentrum für Molekulare Neurobiologie Hamburg (ZMNH) des Universitätsklinikum Eppendorf der Universität Hamburg. Sie erforscht die Entstehung von Zell-Zell-Verbindungen und deren Kommunikation im Nervensystem.

## Berufliche Entwicklung
Melitta Schachner erhielt 1962 ein Fulbright-Stipendium und ging an die University of California, Berkeley, USA. Von 1963 bis 1968 studierte sie an der Universität Tübingen Biochemie. Im Jahre 1965 war sie „Summer Student“ bei Max Delbrück am California Institute of Technology, Pasadena, USA, und 1966 Summer Student bei François Gros am Institut de Biologie Physico-Chimique, Paris. 1968 erhielt Schachner ihr Diplom in Biochemie, 1970 wurde sie am Max-Planck-Institut für Biochemie in München zum Dr. rer. nat. promoviert.
Von 1970 an war Schachner wissenschaftliche Mitarbeiterin am Sloan-Kettering-Institute, New York, und am Department of Neuropathology, Harvard Medical School. 1972 erhielt sie ein Forschungsstipendium der Alfred P. Sloan Foundation (Sloan Research Fellowship).

## Lehr- und Forschungstätigkeit
1974 wurde Schachner Assistenzprofessorin für Neuropathologie an der Harvard Medical School, 1976 Professorin für Neurobiologie an der Universität Heidelberg und ab 1988 Professorin für Neurobiologie an der Eidgenössischen Technischen Hochschule Zürich, Schweiz. Seit 1996 bis zu ihrer Emeritierung 2012 war sie Professorin und bis 2024 Gastwissenschaftlerin für Neurobiologie am ZMNH in Hamburg.
Schachner war bzw. ist außerdem tätig als Gastprofessorin (1995–1996) und Honorarprofessorin (seit 2010) an der University of Hong Kong, als Gastprofessorin an der Dalian University, Dalian, China (2004–2005), als New Jersey Professor of Spinal Cord Research an der Rutgers University, Piscataway, USA (seit 2004) sowie als Beraterin des Shantou University Medical College, China (Li Ka-Shing Foundation; seit 2010).

## Forschungsschwerpunkte
Melitta Schachner arbeitet auf dem Gebiet der molekularen Neurobiologie. Sie erforscht die zellulären und molekularen Mechanismen die der Verbindung und Kommunikation von Zellen im Nervensystem zugrunde liegen.

## Familie
Melitta Schachner ist die Tochter von Doris Schachner, Professorin für Mineralogie und Ehrensenatorin der RWTH Aachen, und von Benno Schachner, Professor für Baukonstruktion. 1974 heiratete sie den Schweizer Literatur- und Kulturwissenschaftler, Schriftsteller und Philosophen Iso Camartin.

## Mitgliedschaften
- European Molecular Biology Organisation (seit 1977)
- Senat der Deutschen Forschungsgemeinschaft (1985–1988)
- Wissenschaftlicher Beirat des Wissenschaftskollegs zu Berlin (1989–1993)
- Wissenschaftlicher Beirat von Acorda, USA (1994–2010)
- Wissenschaftlicher Beirat des Nencki Instituts, Warschau (2001–2004)
- Zentrum für Exzellenz in den Neurowissenschaften, Helsinki (2001–2004)
- Wissenschaftlicher Beirat des START- und Wittgenstein Programms, Wien (seit 2005)
- Leopoldina, Nationale Akademie der Wissenschaften, Halle/Saale (seit 2012)[2]

## Auszeichnungen
- 1997 – Rudolf-von-Virchow-Medaille
- 1997 – Warner-Lambert Lecturer der US-amerikanischen Society for Neuroscience
- 2000 – Preis der Deutschen Gesellschaft für Rückenmarksregeneration
- 2015 – Ehrendoktorat der Ruprecht-Karls-Universität Heidelberg